# Хабицовы
Ха́бицовы (осет. Хабыцатæ, Хабыцтæ, Хабицати) — осетинская фамилия.

## Антропонимика
Из тюркского habıcı (от hab + ıcı) — ‘соня’.

## Происхождение
По преданию, в начале XIX века в Куртатинском ущелье проживали 5 сыновей Найфона: Гайт, Брита, Церек, Хабиц и Муцу, которые дали начало новым фамилиям от своих имён.
У Хабица было три сына: Габола (Габотти), Еристау (Ада) и Еккудз, они жили в селе Кадгарон. Габола был женат на девушке из фамилии Тотровых. В 1856 году у него родился сын — Тузар, несколько лет спустя его отец погиб на охоте. Хабицовы не стали возвращать вдову в родительский дом, а выдали её замуж за Еристауа, который к тому времени ещё не был женат. Татрон родила ему сына и дочь. Еккудз женился на девушке из фамилии Черджиевых. У них было 4 детей: Цопан, Гавдын, Арукиз и Фатима.
На сегодняшний[какой?] день представители фамилии проживают в городах: Владикавказ, Москва, Алагир, Уссурийск, Норильск, Чита.

## Генеалогия
Родственными фамилиями (осет. æрвадæлтæ) являются — Бритаевы, Гайтовы, Муцуевы, Церековы.

## Известные носители
- Борис Батырбекович Хабицов (1945) — кандидат экономических наук, председатель правления АКБ "Иронбанк".
- Владислав Саламович Хабицов — кандидат медицинских наук, профессор Российской Академии Естествознания.
- Лариса Батрбековна Хабицова (1950) — экс-председатель парламента Северной Осетии, советник главы республики.